# بریحان
بریحان (به عربی: بریحان) یک شهرداری در الجزایر است که در استان الطارف واقع شده‌است. بریحان ۸٬۳۲۶ نفر جمعیت دارد.